# Markvartice (okres Jičín)
Markvartice jsou obec v okrese Jičín v Královéhradeckém kraji. Žije v ní 518 obyvatel.
V obci působí Sbor dobrovolných hasičů, Myslivecké sdružení Markvartice a místní organizace Českého rybářského svazu, dále je zde veřejná knihovna.

## Historie
První písemná zmínka o obci pochází z roku 1188. Ve 14. století byl zde postaven kostel svatého Jiljí, který byl počátkem 18. století přestavěn do dnešní podoby. 
Lípy, vysazené současně s jeho stavbou, byly v roce 1996 jako památné stromy zapsány do seznamu památek.

## Obyvatelstvo
| Rok            | 1869  | 1880  | 1890  | 1900  | 1910  | 1921  | 1930  | 1950  | 1961 | 1970 | 1980 | 1991 | 2001 | 2011 | 2021 |
| -------------- | ----- | ----- | ----- | ----- | ----- | ----- | ----- | ----- | ---- | ---- | ---- | ---- | ---- | ---- | ---- |
| Počet obyvatel | 1 939 | 1 893 | 1 847 | 1 790 | 1 736 | 1 715 | 1 516 | 1 096 | 942  | 777  | 608  | 488  | 440  | 449  | 505  |
| Počet domů     | 298   | 306   | 308   | 318   | 331   | 346   | 370   | 364   | 303  | 278  | 223  | 221  | 332  | 332  | 283  |

## Obecní správa

### Části obce
- Hřmenín
- Leština
- Markvartice
- Mrkvojedy
- Netolice
- Příchvoj
- Rakov
- Skuřina
- Spařence

## Pamětihodnosti
- Kostel svatého Jiljí
- Rodný dům Josefa Hakena
- Pamětní deska Josefa Hakena v místní škole
- Valy u Markvartic – sídliště z doby laténské

## Galerie

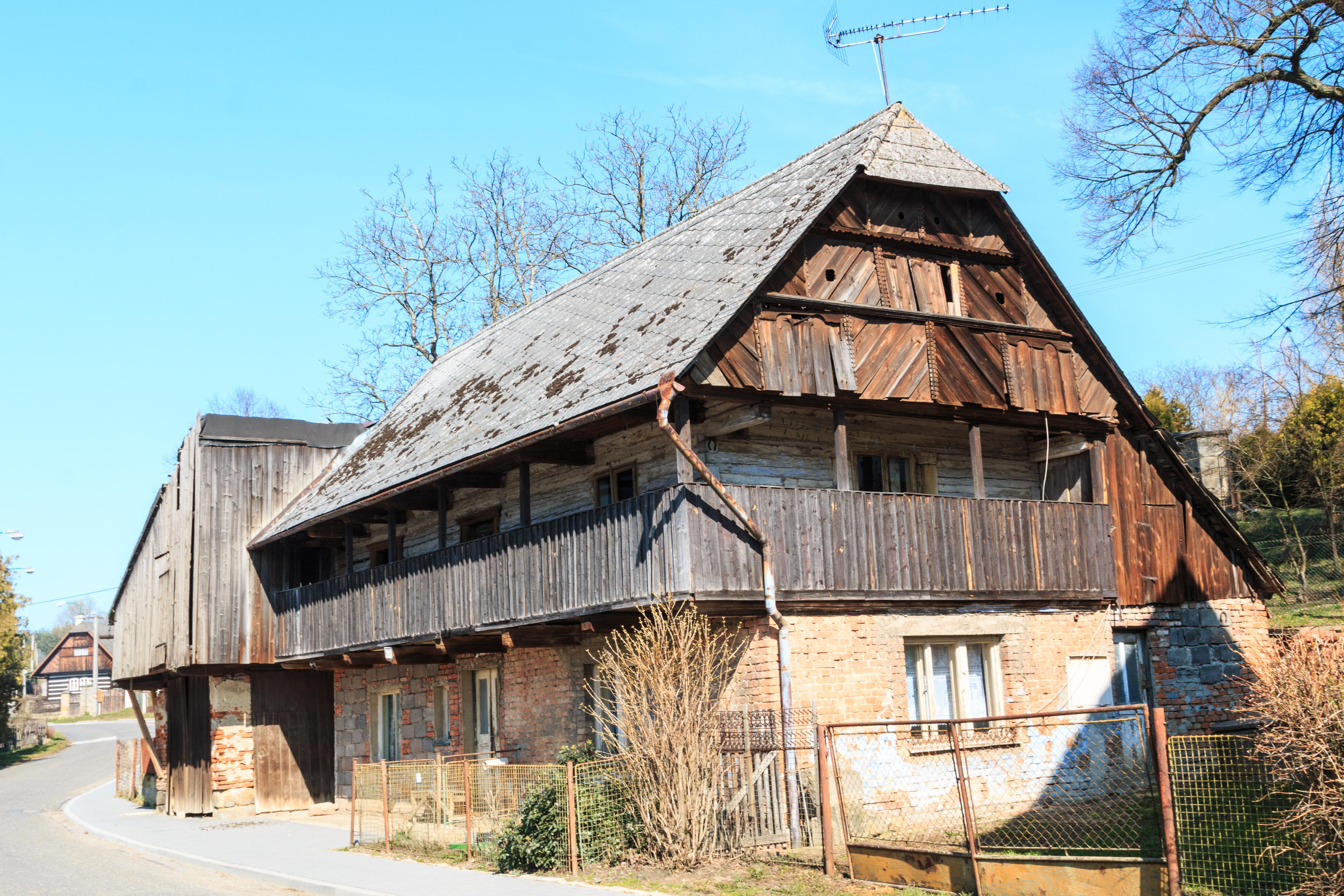
Dům čp. 29, Markvartice
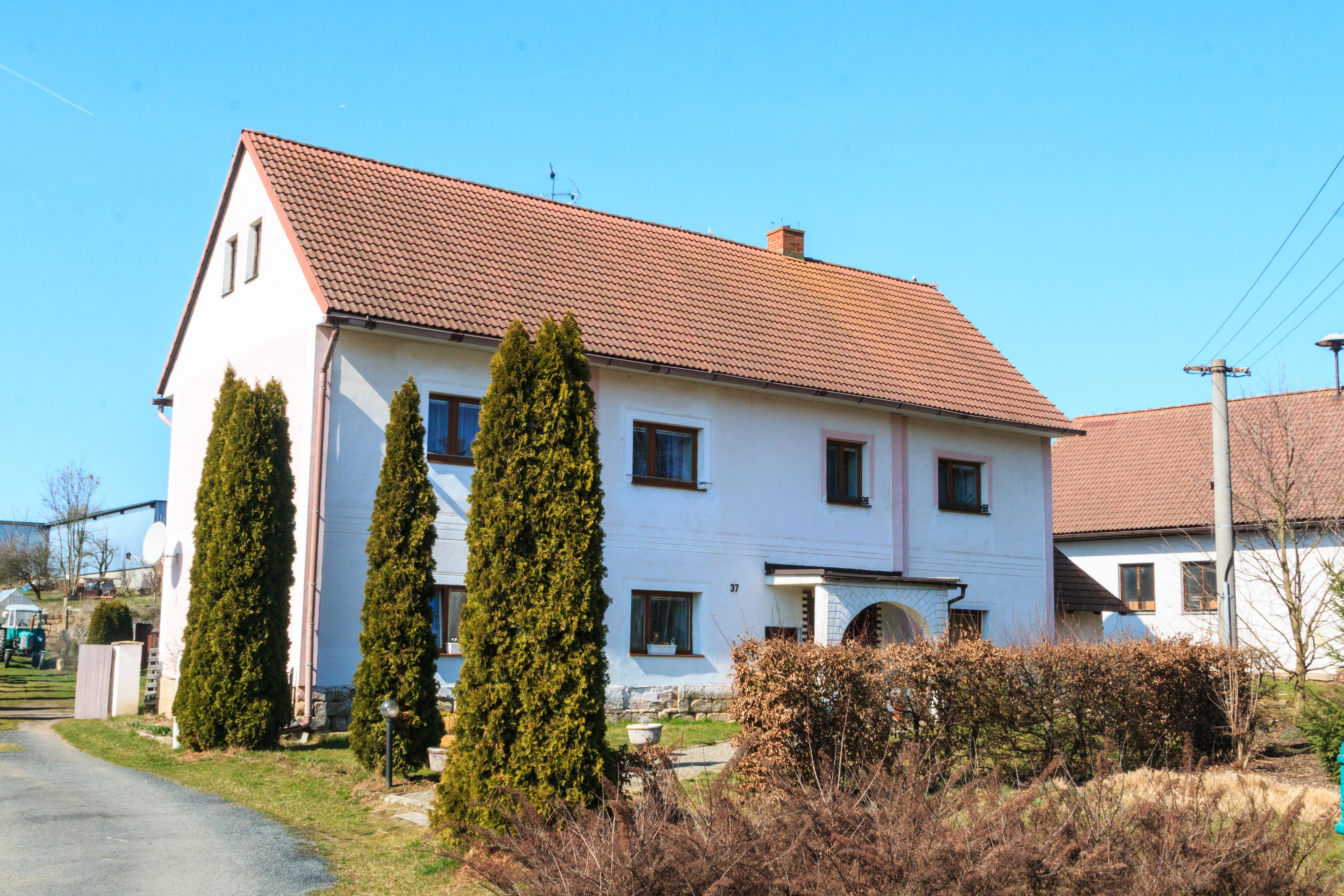
Markvartice čp. 37
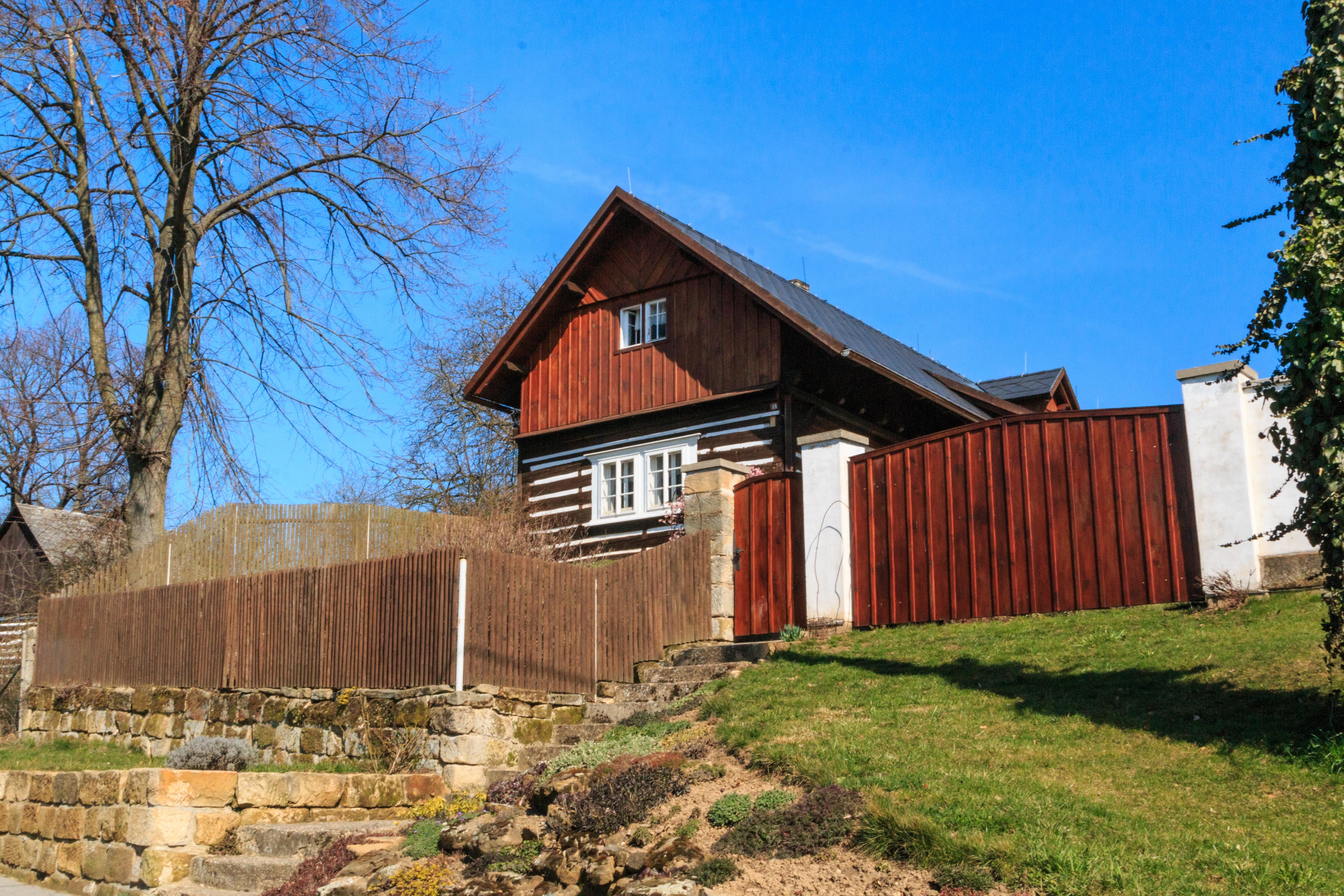
Markvartice čp. 18
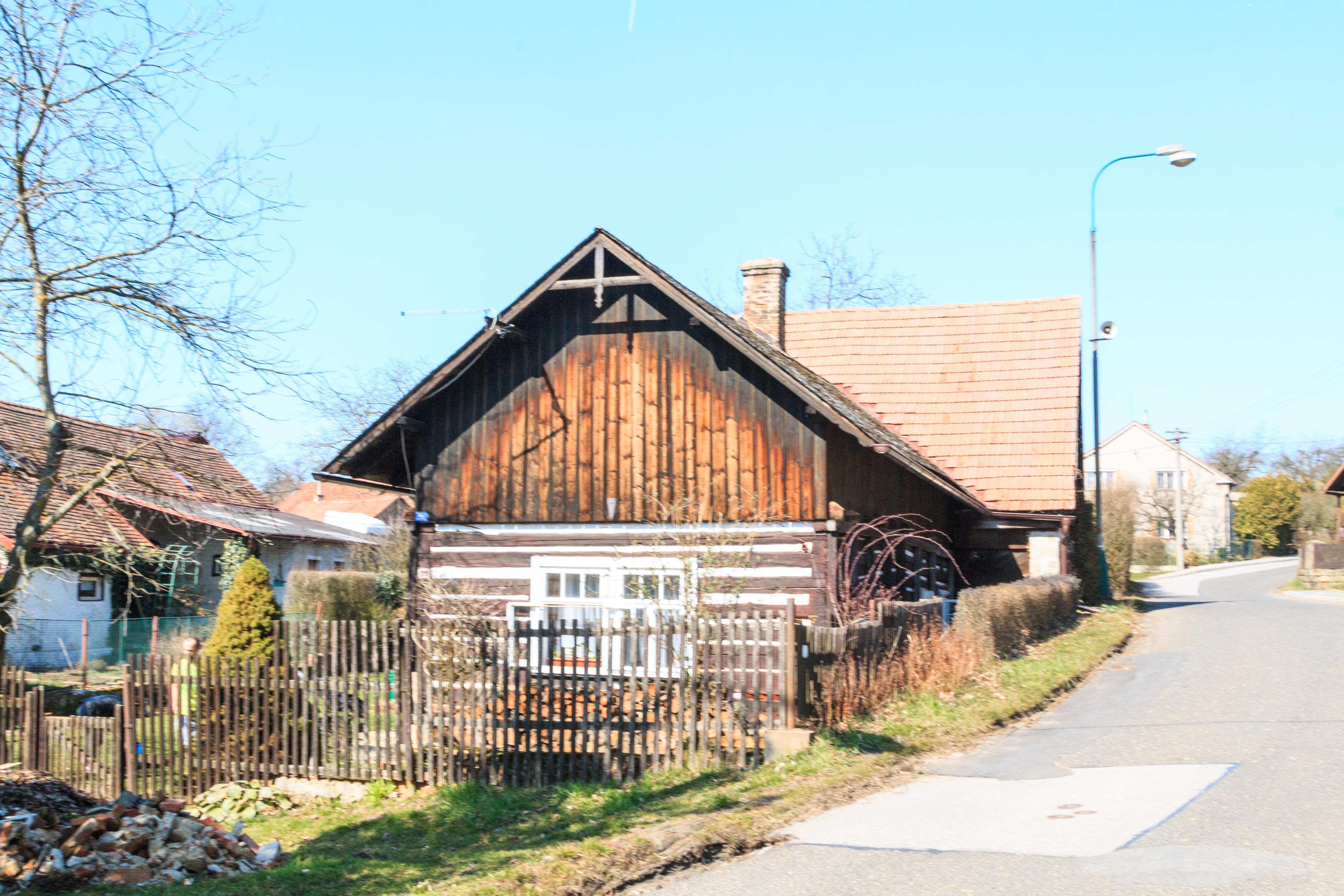
Markvartice čp. 32
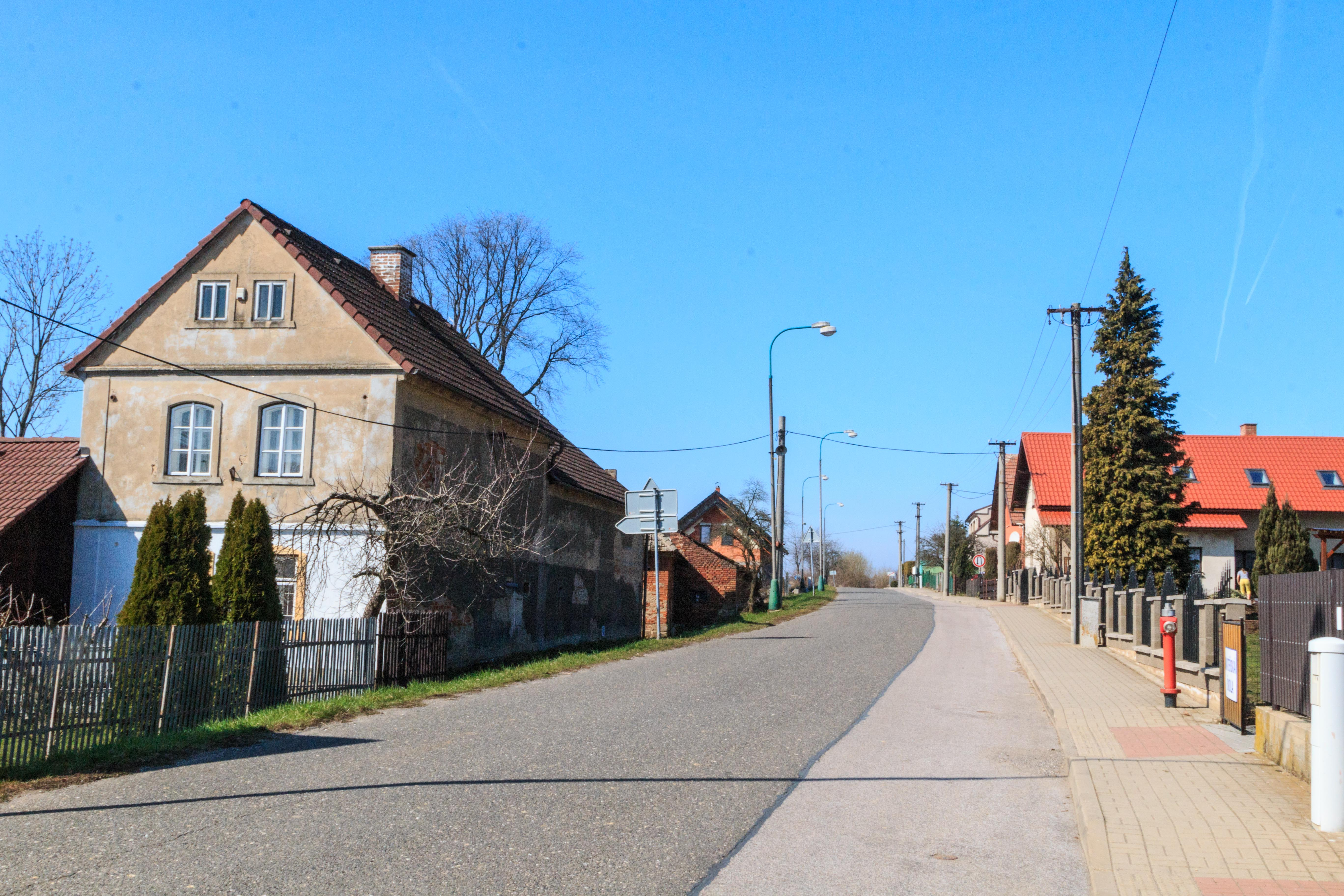
Markvartice čp. 16
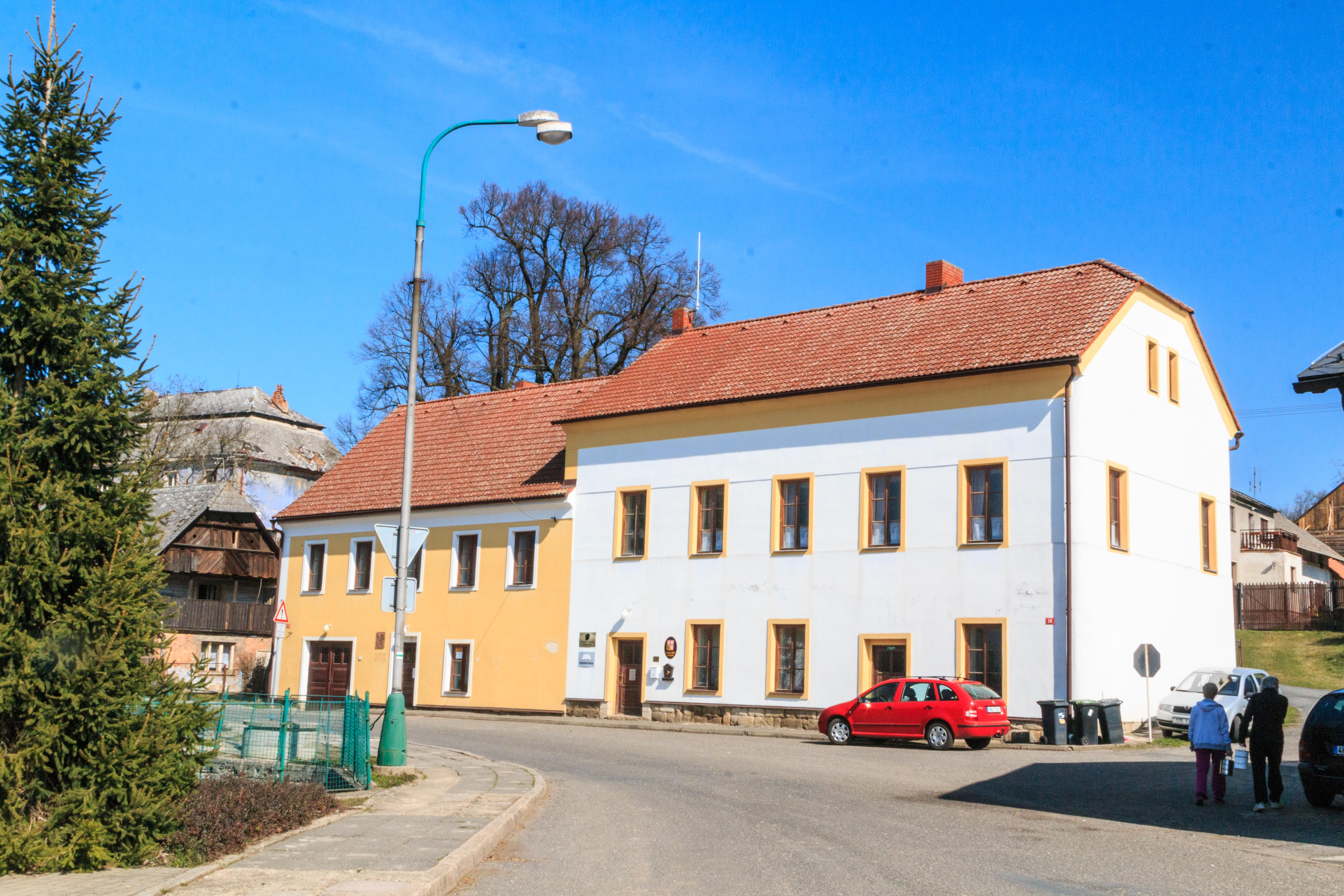
Obecní úřad